# Saint-Rémy-en-Mauges
Pour les articles homonymes, voir Saint-Rémy.
Saint-Rémy-en-Mauges est une ancienne commune française située dans le département de Maine-et-Loire, en région Pays de la Loire, devenue le 15 décembre 2015 une commune déléguée au sein de la commune nouvelle de Montrevault-sur-Èvre.

## Géographie
Village rural angevin des Mauges, Saint-Rémy-en-Mauges se situe entre les communes du Fuilet et de Saint-Pierre-Montlimart, sur les routes D 152, La Boissière-sur-Èvre, et D 17, Le Fuilet / Saint-Pierre-Montlimart.
La rivière l'Èvre marque la limite est de son territoire.

## Histoire
En 2014, un projet de fusion de l'ensemble des communes de l'intercommunalité se dessine. Le 6 juillet 2015, les conseils municipaux de l'ensemble des communes du territoire communautaire votent la création d'une commune nouvelle baptisée Montrevault-sur-Èvre pour le 15 décembre 2015, dont la création a été officialisée par arrêté préfectoral du 5 octobre 2015.

## Politique et administration

### Administration municipale

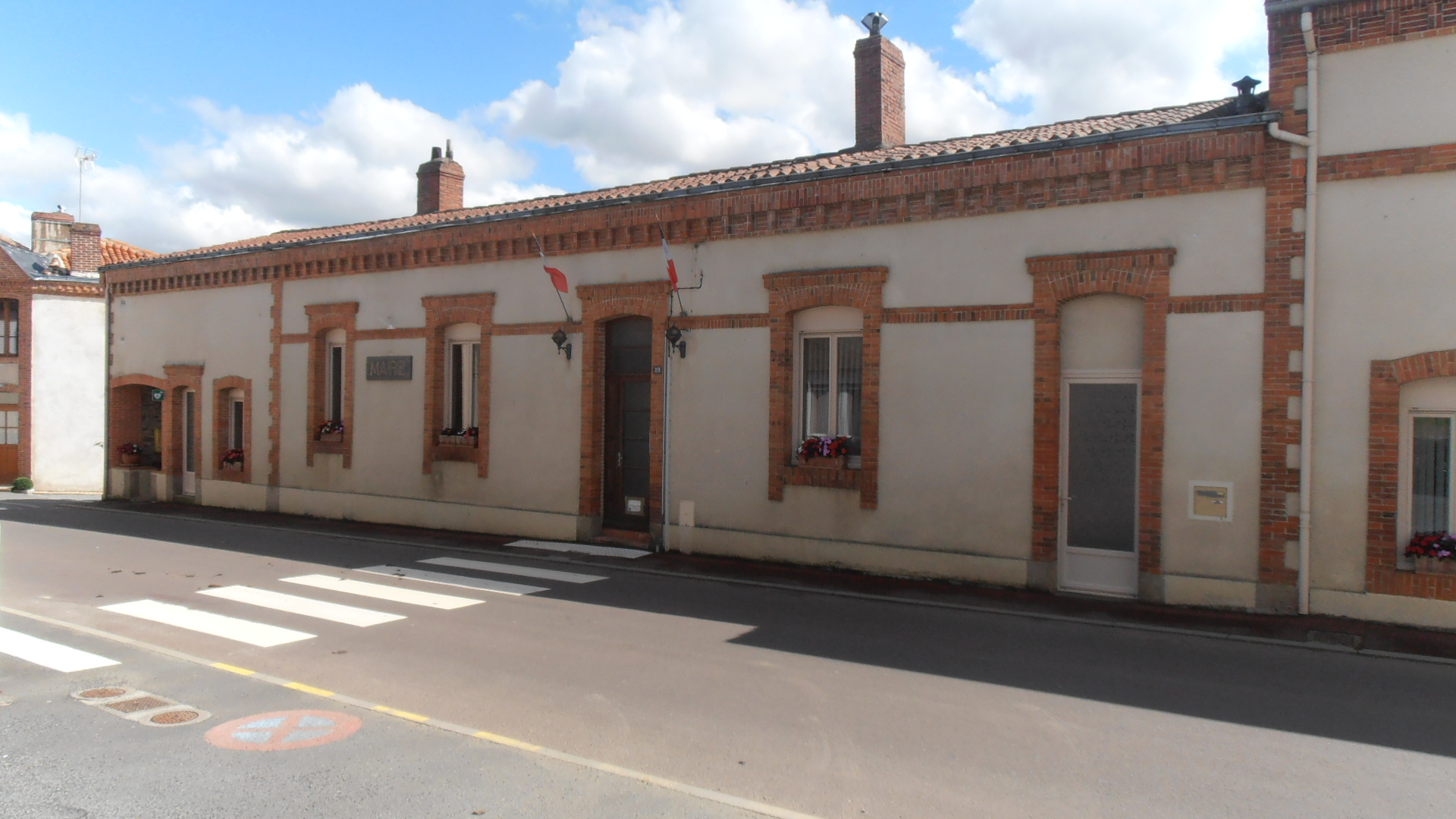
La mairie.

#### Administration actuelle
Depuis le 15 décembre 2015 Saint-Rémy-en-Mauges constitue une commune déléguée au sein de la commune nouvelle de Montrevault-sur-Èvre et dispose d'un maire délégué.
| Période                                  | Période  | Identité          | Étiquette | Qualité |
| ---------------------------------------- | -------- | ----------------- | --------- | ------- |
| 15 décembre 2015                         | en cours | Christophe Chéné, |           |         |
| Les données manquantes sont à compléter. |          |                   |           |         |

#### Administration ancienne
| Période                                  | Période          | Identité         | Étiquette | Qualité |
| ---------------------------------------- | ---------------- | ---------------- | --------- | ------- |
| mars 2001                                | mars 2014        | Louis Vincent    |           |         |
| mars 2014                                | 14 décembre 2015 | Christophe Chéné |           |         |
| Les données manquantes sont à compléter. |                  |                  |           |         |

### Ancienne situation administrative

#### Intercommunalité
Jusqu'au 15 décembre 2015 la commune est membre de la communauté de communes Montrevault Communauté, elle-même membre du syndicat mixte Pays des Mauges. La communauté cesse d'exister à la création de la commune nouvelle de Montrevault-sur-Èvre et ses compétences lui sont transférées.

#### Autres circonscriptions
Jusqu'en 2014, Saint-Rémy-en-Mauges fait partie du canton de Montrevault et de l'arrondissement de Cholet. Ce canton de Montrevault compte alors les onze mêmes communes que l'intercommunalité. Dans le cadre de la réforme territoriale, un nouveau découpage territorial pour le département de Maine-et-Loire est défini par le décret du 26 février 2014. La commune est alors rattachée au canton de Beaupréau, avec une entrée en vigueur au renouvellement des assemblées départementales de 2015.

## Population et société

### Évolution démographique
L'évolution du nombre d'habitants est connue à travers les recensements de la population effectués dans la commune depuis 1793. À partir du 1er janvier 2009, les populations légales des communes sont publiées annuellement dans le cadre d'un recensement qui repose désormais sur une collecte d'information annuelle, concernant successivement tous les territoires communaux au cours d'une période de cinq ans. 
Pour les communes de moins de 10 000 habitants, une enquête de recensement portant sur toute la population est réalisée tous les cinq ans, les populations légales des années intermédiaires étant quant à elles estimées par interpolation ou extrapolation. Pour la commune, le premier recensement exhaustif entrant dans le cadre du nouveau dispositif a été réalisé en 2006,.
En 2013, la commune comptait 1 485 habitants, en évolution de +7,92 % par rapport à 2008 (Maine-et-Loire : +3,3 %, France hors Mayotte : +2,49 %).
| 1793  | 1800 | 1806 | 1821  | 1831  | 1836  | 1841  | 1846  | 1851  |
| ----- | ---- | ---- | ----- | ----- | ----- | ----- | ----- | ----- |
| 1 204 | 892  | 911  | 1 322 | 1 448 | 1 344 | 1 316 | 1 314 | 1 338 |

| 1856  | 1861  | 1866  | 1872  | 1876  | 1881  | 1886  | 1891  | 1896  |
| ----- | ----- | ----- | ----- | ----- | ----- | ----- | ----- | ----- |
| 1 388 | 1 419 | 1 441 | 1 410 | 1 460 | 1 390 | 1 410 | 1 381 | 1 303 |

| 1901  | 1906  | 1911  | 1921  | 1926  | 1931  | 1936  | 1946  | 1954  |
| ----- | ----- | ----- | ----- | ----- | ----- | ----- | ----- | ----- |
| 1 271 | 1 248 | 1 271 | 1 096 | 1 107 | 1 081 | 1 132 | 1 096 | 1 112 |

| 1962  | 1968  | 1975  | 1982  | 1990  | 1999  | 2006  | 2011  | 2013  |
| ----- | ----- | ----- | ----- | ----- | ----- | ----- | ----- | ----- |
| 1 153 | 1 189 | 1 214 | 1 297 | 1 289 | 1 219 | 1 367 | 1 466 | 1 485 |

### Pyramide des âges
La population de la commune est relativement jeune. Le taux de personnes d'un âge supérieur à 60 ans (19,8 %) est en effet inférieur au taux national (21,8 %) et au taux départemental (21,4 %).
Contrairement aux répartitions nationale et départementale, la population masculine de la commune est supérieure à la population féminine (51,2 % contre 48,7 % au niveau national et 48,9 % au niveau départemental).
La répartition de la population de la commune par tranches d'âge est, en 2008, la suivante :
- 51,2 % d’hommes (0 à 14 ans = 22,1 %, 15 à 29 ans = 17,4 %, 30 à 44 ans = 22,1 %, 45 à 59 ans = 21,9 %, plus de 60 ans = 16,4 %) ;
- 48,8 % de femmes (0 à 14 ans = 18,7 %, 15 à 29 ans = 18,4 %, 30 à 44 ans = 18,7 %, 45 à 59 ans = 20,7 %, plus de 60 ans = 23,3 %).

| Hommes | Classe d’âge | Femmes |
| ------ | ------------ | ------ |
| 0,0    | 90 ans ou +  | 0,9    |
| 4,1    | 75 à 89 ans  | 7,9    |
| 12,3   | 60 à 74 ans  | 14,5   |
| 21,9   | 45 à 59 ans  | 20,7   |
| 22,1   | 30 à 44 ans  | 18,7   |
| 17,4   | 15 à 29 ans  | 18,4   |
| 22,1   | 0 à 14 ans   | 18,7   |

| Hommes | Classe d’âge | Femmes |
| ------ | ------------ | ------ |
| 0,4    | 90 ans ou +  | 1,1    |
| 6,3    | 75 à 89 ans  | 9,5    |
| 12,1   | 60 à 74 ans  | 13,1   |
| 20,0   | 45 à 59 ans  | 19,4   |
| 20,3   | 30 à 44 ans  | 19,3   |
| 20,2   | 15 à 29 ans  | 18,9   |
| 20,7   | 0 à 14 ans   | 18,7   |

## Économie
Sur 89 établissements présents sur la commune à fin 2010, 34 % relevaient du secteur de l'agriculture (pour une moyenne de 17 % sur le département), 7 % du secteur de l'industrie, 15 % du secteur de la construction, 38 % de celui du commerce et des services et 7 % du secteur de l'administration et de la santé.

## Culture locale et patrimoine

### Lieux et monuments
- La chapelle Sainte-Avoye ;
- Le château de Clairembault ;
- L’église ;
- La grotte de Lourdes ;
- La Choisière.

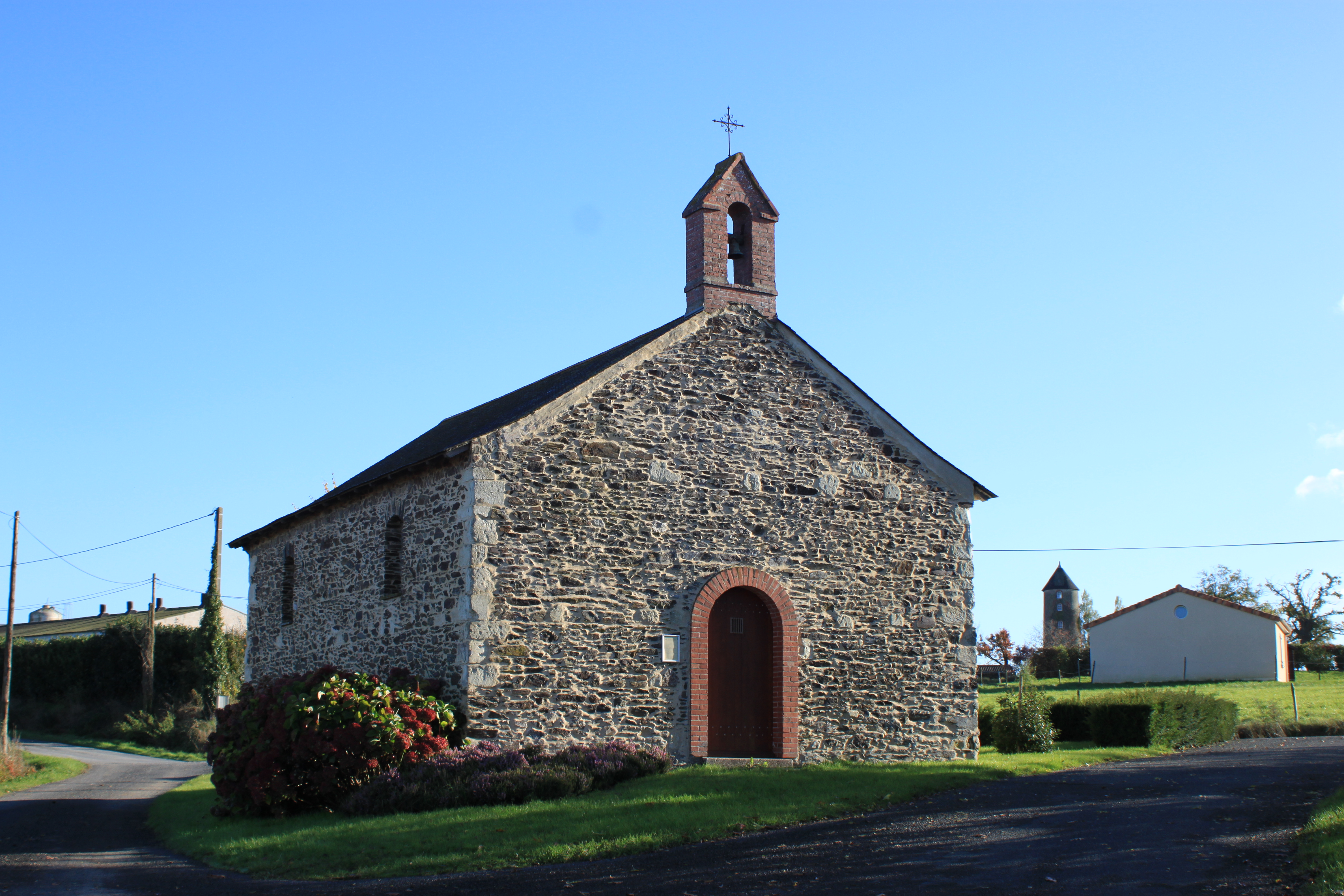
Chapelle Saint-Avoye.
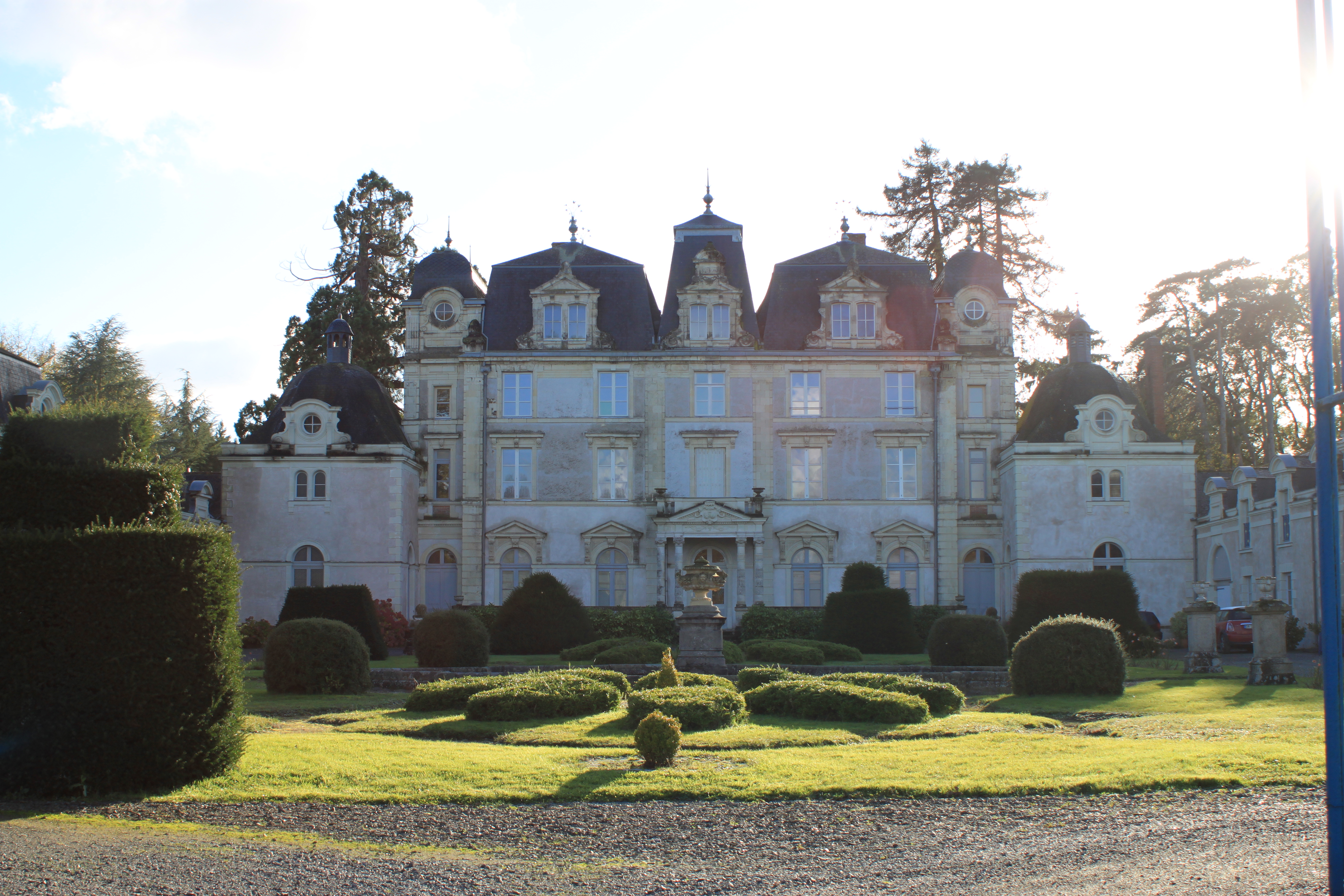
Château de Clairembault.
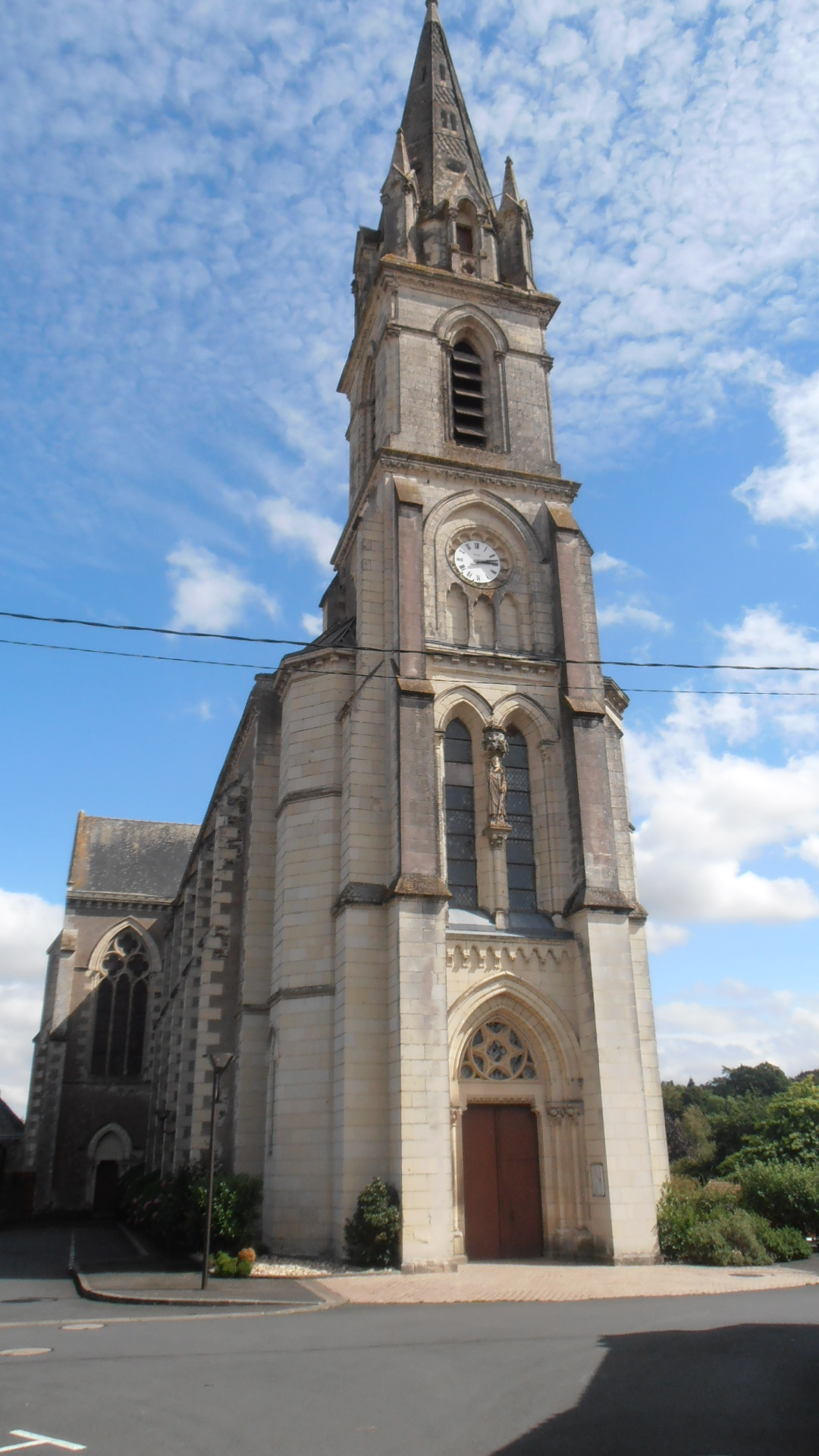
L'église.
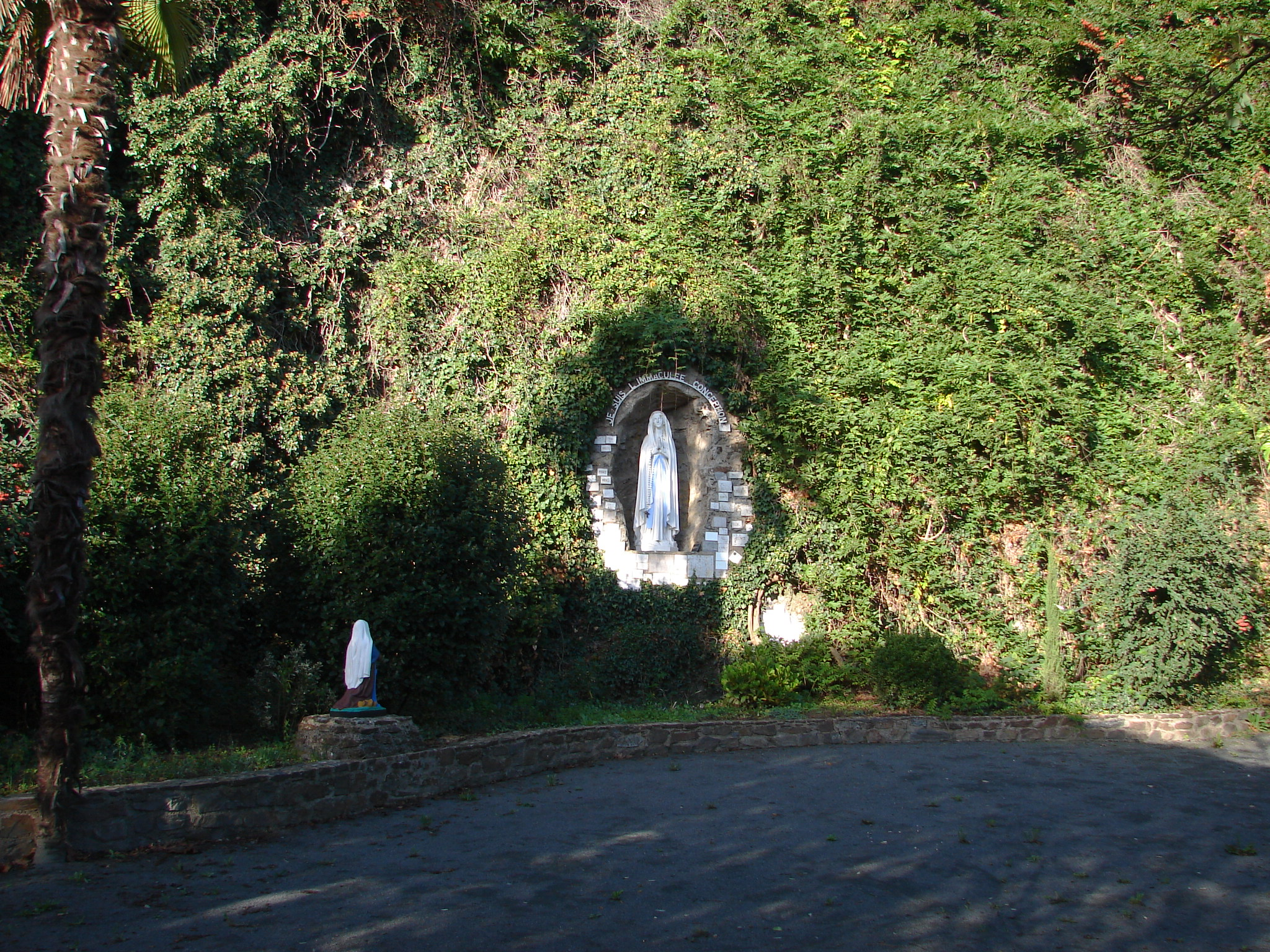
La grotte de Lourdes.